# Trilogija
Trilogija je umetniško delo iz treh delov; npr. treh romanov, treh komedij ali treh filmov.
Primeri:
- literarna trilogija Gospodar prstanov, 1. del: Bratovščina prstana, 2. del: Stolpa, 3. del: Kraljeva vrnitev.
- filmska trilogija Tri barve (režiser Krzysztof Kieślowski): Modra, Bela, Rdeča